# RT-RK
RT-RK je kompanija za istraživanje i razvoj u oblasti potrošačke elektronike, komunikacija i multimedija. Sa sedištem u Novom Sadu, i sa 378 zaposlenih, RT-RK ima bogatu istoriju u oblasti sistema zasnovanih na računaru, razvoju programske podrške za TV i mobilnu telefoniju, digitalnoj obradi signala (engl. DSP – Digital Signal Processing) i programiranju sekvencijalnih programabilnih mreža (engl. FPGA – Field Programmable Gate Array).

## RT-RK d.o.o za sisteme zasnovane na računarima
Kompanija nudi automatizovana rešenja za testiranje složenih uređaja potrošačke elektronike, kao što su integrisani digitalni TV (engl. iDTV – integrated Digital TV) i set-top box (STB) uređaji, poznata pod nazivom  (engl. Black Box Testing - testiranje na principu crne kutije). Njihov interaktivni sistem za bežičnu kontrolu ambijenta osvetljenja (OBLO) uključuje inovativna rešenja za postojeću infrastrukturu - inteligentne prekidače, dimere i utičnice koje omogućavaju praćenje potrošnje.
RT-RK je prva kompanija koja je objavila uspešno prilagođavanje Android™ platforme MIPS® arhitekturi koja ima poravnanje prema bitu najveće važnosti (big-endian), obezbeđujući proizvođače sistema zasnovanih na jednom integrisanom kolu (engl. SoC – System on Chip) snagom Android platforme za MIPS verzije procesora sa poravnanjem prema bitu najveće važnosti (engl. big-endian), ciljajući na taj način tržište digitalnih TV (DTV), set-top box (STB) uređaja, i niz aplikacija u digitalnom domu.
Prepoznavši iskustvo i potencijal za strateško partnerstvo, Zoran Corporation je odabrala RT-RK za prilagođavanje Android platforme na svoj sistem zasnovan na jednom integrisanom kolu (SoC), udružujući na taj način snage u oblasti razvoja multimedijalnih aplikacija i usluga za TV sa mogućnošću umrežavanja i pristupom internetu i aplikacija za set-top box (STB) uređaje.
Klijenti RT-RK su kompanije poput: Cirrus Logic, Vestel, Zoran, MIPS, 
Ministarstvo Nauke i Tehnologije Republike Srbije akreditovalo je RT-RK d.o.o. za sisteme zasnovane na računaru kao Nacionalni Institut za istraživanje i razvoj. U obrazloženju savetodavnog tela se kaže da naučni projekti RT-RK doprinose razvoju novih proizvoda i usluga, uvođenju novih i unapređenju postojećih tehnoloških procesa, sistema i usluga, i vrše transfer znanja i tehnologija. Kompanija ima adekvatan naučno-istraživački kadar, programe za mlade istraživače, adekvatne uslove, opremu, i ostale resurse za sprovođenje programa od opšteg interesa.

## Istorija
Grupa profesora i asistenata zaposlenih na Katedri za Računarsku Tehniku, Fakulteta Tehničkih Nauka, Univerziteta u Novom Sadu, je 1991. krenula sa prvim projektima u oblasti komutacionih mreža i digitalnih signalnih protokola (SSNo7 – Signalni sistem br. 7, ISDN – Digitalna mreža sa integrisanim službama na DSS1 – Digitalnom pretplatničkom sistemu br. 1, D kanal). Njihov interes za industriju dalje se proširio na projekte za automatizaciju procesa gasovodne mreže, NIS-NAFTAGAS. Prepoznavši pogodnosti univerzitetskog okruženja, osnovali su kompaniju pod nazivom FTN-IRAM-RT. Bliska saradnja FTN-IRAM-RT sa Univerzitetom u Novom Sadu motivisala je nemačku kompaniju Micronas, da osnuje kompaniju MicronasNIT u istom okruženju i sa istim rukovodstvom. Postavši podružnica kompanije Micronas, MicronasNIT ulazi u eru razvoja u oblasti digitalne obrade signala (DSP), programabilnih sekvencijalnih mreža (FPGA) i digitalne TV tehnologije.
Agencija za strana ulaganja i promociju izvoza republike Srbije (SIEPA) nagradila je 2005. kompaniju MicronasNIT kao najvećeg izvoznika godine u kategoriji malih i srednjih preduzeća.
Iskustvo i znanje u oblasti novih tehnologija, dobra podrška klijentima i pristup svetskom tržištu, otvorili su vrata za nove klijente, stvarajući potrebu za novim poslovnim rešenjima. Nove okolnosti su dovele do osnivanja nove kompanije, RT-RK.
U aprilu 2009. godine RT-RK je kupila MicronasNIT, postavši najveća srpska kompanija za razvoj sistema zasnovanih na računaru.

## Spoljašnje veze
- OBLO
- BBT Архивирано на веб-сајту  (18. мај 2013)
- Zvanični sajt RT-RK